# Campionato sudamericano femminile under 20 di pallavolo 2016
Il campionato sudamericano femminile under 20 di pallavolo 2016 si è svolto dal 26 al 30 ottobre 2016 a Uberaba, in Brasile: al torneo hanno partecipato sei squadre nazionali under 20 sudamericane e la vittoria finale è andata per la diciannovesima volta, la quattordicesima consecutiva, al Brasile.

## Impianti
|                                                               |  |  |
|                                                               |  |  |
| Centro Olímpico Città: Uberaba Capienza: - Anno d'apertura: - |  |  |

## Regolamento

### Formula
Le squadre hanno disputato un'unica fase con formula del girone all'italiana.

### Criteri di classifica
Se il risultato finale è stato di 3-0 o 3-1 sono stati assegnati 3 punti alla squadra vincente e 0 a quella sconfitta, se il risultato finale è stato di 3-2 sono stati assegnati 2 punti alla squadra vincente e 1 a quella sconfitta.
L'ordine del posizionamento in classifica è stato definito in base a:
- Numero di partite vinte;
- Punti;
- Ratio dei set vinti/persi;
- Ratio dei punti realizzati/subiti;
- Risultati degli scontri diretti.

## Squadre partecipanti
| Squadra   | Qualificazione      | Ultima partecipazione |
| --------- | ------------------- | --------------------- |
| Argentina | -                   | Colombia 2014         |
| Brasile   | Paese organizzatore | Colombia 2014         |
| Cile      | -                   | Colombia 2014         |
| Paraguay  | -                   | Perù 2012             |
| Perù      | -                   | Colombia 2014         |
| Uruguay   | -                   | Perù 2012             |

## Torneo

### Risultati
| 26 ottobre 2016 Centro Olímpico, Uberaba Durata: ? - Spettatori: ? | Argentina | 3 - 0 | Cile      | 25-17, 25-8, 23-18         |
| 26 ottobre 2016 Centro Olímpico, Uberaba Durata: ? - Spettatori: ? | Perù      | 3 - 0 | Uruguay   | 25-18, 25-9, 25-10         |
| 26 ottobre 2016 Centro Olímpico, Uberaba Durata: ? - Spettatori: ? | Brasile   | 3 - 0 | Paraguay  | 25-13, 25-7, 25-12         |
| 27 ottobre 2016 Centro Olímpico, Uberaba Durata: ? - Spettatori: ? | Perù      | 3 - 0 | Cile      | 25-13, 25-12, 25-15        |
| 27 ottobre 2016 Centro Olímpico, Uberaba Durata: ? - Spettatori: ? | Argentina | 3 - 0 | Paraguay  | 25-8, 25-6, 25-14          |
| 27 ottobre 2016 Centro Olímpico, Uberaba Durata: ? - Spettatori: ? | Uruguay   | 0 - 3 | Brasile   | 11-25, 9-25, 10-25         |
| 28 ottobre 2016 Centro Olímpico, Uberaba Durata: ? - Spettatori: ? | Paraguay  | 1 - 3 | Uruguay   | 25-23, 23-25, 18-25, 19-25 |
| 28 ottobre 2016 Centro Olímpico, Uberaba Durata: ? - Spettatori: ? | Perù      | 1 - 3 | Argentina | 31-29, 21-25, 20-25, 23-25 |
| 28 ottobre 2016 Centro Olímpico, Uberaba Durata: ? - Spettatori: ? | Cile      | 0 - 3 | Brasile   | 11-25, 18-25, 6-25         |
| 29 ottobre 2016 Centro Olímpico, Uberaba Durata: ? - Spettatori: ? | Paraguay  | 0 - 3 | Perù      | 9-25, 15-25, 10-25         |
| 29 ottobre 2016 Centro Olímpico, Uberaba Durata: ? - Spettatori: ? | Uruguay   | 3 - 0 | Cile      | 25-17, 25-17, 28-26        |
| 29 ottobre 2016 Centro Olímpico, Uberaba Durata: ? - Spettatori: ? | Brasile   | 3 - 1 | Argentina | 25-22, 25-14, 23-25, 25-20 |
| 30 ottobre 2016 Centro Olímpico, Uberaba Durata: ? - Spettatori: ? | Cile      | 3 - 1 | Paraguay  | 25-20, 19-25, 25-15, 25-19 |
| 30 ottobre 2016 Centro Olímpico, Uberaba Durata: ? - Spettatori: ? | Argentina | 3 - 0 | Uruguay   | 25-13, 25-10, 25-14        |
| 30 ottobre 2016 Centro Olímpico, Uberaba Durata: ? - Spettatori: ? | Brasile   | 3 - 0 | Perù      | 25-19, 25-22, 25-14        |

### Classifica
| Pos | Squadra   | Pt | G | V | P | SV | SP | Ratio  | PF  | PS  | Ratio |
| --- | --------- | -- | - | - | - | -- | -- | ------ | --- | --- | ----- |
| 1   | Brasile   | 15 | 5 | 5 | 0 | 15 | 1  | 15.000 | 398 | 233 | 1.708 |
| 2   | Argentina | 12 | 5 | 4 | 1 | 13 | 4  | 3.250  | 410 | 301 | 1.362 |
| 3   | Perù      | 9  | 5 | 3 | 2 | 10 | 6  | 1.666  | 375 | 290 | 1.293 |
| 4   | Uruguay   | 6  | 5 | 2 | 3 | 6  | 10 | 0.600  | 280 | 370 | 0.756 |
| 5   | Cile      | 3  | 5 | 1 | 4 | 3  | 13 | 0.230  | 272 | 382 | 0.712 |
| 6   | Paraguay  | 0  | 5 | 0 | 5 | 2  | 15 | 0.133  | 258 | 417 | 0.618 |

## Classifica finale
| Pos | Squadra   | Qualificazione                    |
| --- | --------- | --------------------------------- |
|     | Brasile   | Campionato mondiale under 20 2017 |
|     | Argentina |                                   |
|     | Perù      |                                   |
| 4   | Uruguay   |                                   |
| 5   | Cile      |                                   |
| 6   | Paraguay  |                                   |

## Premi individuali
| Premio                 | Nome                | Squadra   |
| ---------------------- | ------------------- | --------- |
| MVP                    | Lorrayna da Silva   | Brasile   |
| Miglior palleggiatrice | Jackeline Moreno    | Brasile   |
| Miglior opposto        | Anahí Tosi          | Argentina |
| Miglior schiacciatrice | Glayce Kelly        | Brasile   |
| Miglior schiacciatrice | Leslie Leyva        | Perù      |
| Miglior centrale       | Diana Alecrim       | Brasile   |
| Miglior centrale       | Agostina Beltramino | Argentina |
| Miglior libero         | Valentina González  | Argentina |